# Erich Hübener
Erich August Hübener (* 17. August 1870 in Möst bei Bitterfeld; † 1938 in Berlin) war ein deutscher Hygieniker und Sanitätsoffizier. Er war Spezialist für bakterielle Lebensmittelvergiftungen.

## Leben
Erich Hübener studierte an der Kaiser-Wilhelms-Akademie für das militärische Bildungswesen in Berlin. 1891 wurde er im Pépinière-Corps Suevo-Borussia recipiert. 1894 wurde er approbiert und promoviert. Als Assistenzarzt und Hygieniker trat er in die Preußische Armee. Er wurde 1900 Stabsarzt und diente bis 1904 als Bataillonsarzt beim Infanterie-Regiment „Herwarth von Bittenfeld“ (1. Westfälisches) Nr. 13 in Münster. Bis 1911 war er Bataillonsarzt des III. Bataillons im Garde-Füsilier-Regiment und war gleichzeitig in das Kaiserliche Gesundheitsamt in Berlin kommandiert. 1911 wurde er Oberstabsarzt, war 1912 Regimentsarzt beim Eisenbahn-Regiment Nr. 2 in Berlin und wurde ebenfalls in Berlin 1913 beim Kaiser Franz Garde-Grenadier-Regiment Nr. 2 eingesetzt. 1910 war er zum Professor ernannt worden. Er diente als beratender Hygieniker erst an der Westfront (Erster Weltkrieg) und dann im Serbienfeldzug der Mittelmächte. Einige Quellen wie die Kösener Corpslisten weisen ihn als Generaloberarzt aus. Von 1919 bis ca. 1936 war er als Bahnarzt in Luckenwalde und Berlin tätig.
1909 wirkte er an Buch Sanitätsdienst und Gesundheitspflege im Deutschen Heere von Albert Villaret und F. Paalzow mit. Er verfasste den Abschnitt über Nahrungsmittelvergiftungen auf bakterieller Basis im Handbuch der inneren Medizin (1. Auflage, Band 6, 1919, 2. Auflage) und war 1928 Co-Autor eines Lehrbuchs der Toxikologie mit Heinrich Zangger, Max Cloetta, Ferdinand Flury und Edwin Stanton Faust (Abschnitt bakterielle Nahrungsmittelvergiftungen).
Mit Hans Reiter gilt er als Entdecker des ein Jahr zuvor von Inada Ryūkichi und Ido Yutaka (1881–1919) entdeckten Erregers der Weil-Krankheit, welche unabhängig auch von Paul Uhlenhuth und Walther Fromme (1879–1972) in Feldlaboratorien an der Kriegsfront entdeckt wurde. Nach Streitigkeiten über die Urheberschaft der Entdeckung wurde durch einen Schiedsspruch 1916 Uhlenhuth und Fromme die Entdeckung des Erregers zugesprochen.
Erich Hübener war mit Katharina Luther (* 1876) verheiratet. Das Ehepaar hatte vier Kinder.

## Schriften
- Fleischvergiftungen und Paratyphusinfektionen. Fischer, 1910.
- Über die Weilsche Krankheit. In: F. Kraus: Ergebnisse der Inneren Medizin und Kinderheilkunde. Springer, Berlin, Heidelberg, 1917.
- Allgemeine Epidemiologie und Immunität, in: Weyls Handbuch der Hygiene, 2. Auflage, Leipzig: Barth 1918